# Americká federace zelených stran
Americká federace zelených stran (ve španělštině Federacion de Partidos Verdes de las Americas, zkráceně FPVA) je federace politických stran a politických hnutí orientovaných na prosazování zelené politiky pocházejících ze Severní i Jižní Ameriky. Je jednou ze čtyř organizací sdružených v Globálních zelených. Hlavním sídlem federace je Mexico City. 
Federace sdružuje strany z Brazílie, Chile, Dominikánské republiky, Kanady, Kolumbie, Mexika, Nikaragui, USA, Uruguaye a Venezuely.